# Vrba borůvkovitá
Vrba borůvkovitá (Salix myrtilloides) je vzácný druh dřeviny nízkého keřovitého vzrůstu, v rodu vrba je zařazen do podrodu Chamaetia. V Česku je její výskyt doložen pouze na čtyřech místech (NPP Upolínová louka pod Křížky, PP Upolíny u Kamenice, NPP Na požárech, PP Vltavský luh), ale vzhledem k její nenápadnosti vyplývající z nízkého vzrůstu je možné, že bude objevena ještě někde.

## Rozšíření
Druh rostoucí především v severovýchodní Evropě (Norsko, Švédsko a Finsko), na severu evropské části Ruska a na Sibiři až po sever Dálného východu. Ostrůvkovitě je rozšířena i ve Střední Evropě (Švýcarsko, Německo, Rakousko, Česko, Slovensko, Polsko) a v Rumunsku.
Vlhkomilná, světlomilná a poměrně chladnomilná rostlina roste v pahorkatinách až v horských polohách na kyselých půdách. Osídluje slatinná i vrchovištní rašeliniště, vlhké louky a pozemky s vysokou hladinou podzemní vody na kterých volí místa, kde není tísněna jinými dřevinami. Je jedinou evropskou vrbou vázánou na kyselé rašelinové půdy. V České republice se vyskytuje pouze na třech místech, v Železných horách, na Šumavě a ve Slavkovském lese. Je to glaciální relikt arktického původu.

## Popis
Dvoudomá rostlina rostoucí ve tvaru drobného keříku, dorůstající průměrně do výšky půl metru, s plazivým bohatě větveným kmínkem i staršími větvemi šedivé barvy. Z nich jen tenké, lysé nebo chlupaté větvičky o délce do 30 cm vyčnívají vzhůru nad mechovitý, nejčastěji rašeliníkový povrch. Jednoleté lesklé letorosty hnědé nebo hnědě červenavé barvy jsou lysé a z počátku z nich vyrůstají tupé vejcovité listové pupeny. Listy na řapících dlouhých od 2 do 4 mm mívají někdy kopinaté nebo vejčité palisty. U báze jsou zaoblené nebo široce klínovité, na vrcholu tupé nebo táhle zašpičatělé. Listové čepele jsou dlouhé 10 až 40 a široké 7 až 15 mm, jsou eliptického, vejčitého nebo zřídka kopinatého tvaru, celokrajné nebo občas řídce zoubkované, mají 6, 8 nebo i 12 postranních žilek. Horní strana je tmavě zelená nebo slabě nafialovělá, spodní bývá bledší, modravě až šedě zelená. Tvarem i barvou připomínají vlochyni bahenní nebo brusnici borůvku. Vzhledově se celá rostlina podobá vrbě plazivé.
Jednopohlavné květy jsou sestaveny do červenavých, široce válcovitých květenství jehněd, dlouhých až 25 mm, které se rozvíjejí v květnu a červnu těsně před nebo současně s listy. Ve špičatějších samčích jehnědách jsou květy mající po dvou volných tyčinkách s lysými nitkami se žlutými nebo červenavými prašníky, které po vypylení ztmavnou. Jehnědy se samičími květy jsou vejčitého tvaru a volnější, každý květ obsahuje cylindrický lysý semeník 3 až 4 mm dlouhý umístěný na krátce stopce. Vyrůstá z něho kratičká čnělka s bliznou rozštěpenou do dvou laloků. Nektarové žlázy jsou kyjovitého tvaru, květní listeny bývají oválné až kulaté a mají barvu žluto zelenou nebo nafialovělou. Květy jsou opylovány létajícím hmyzem, plody jsou tmavočervené tobolky až 6 mm dlouhé. Otvírají se chlopněmi a obsahují semena dlouhá cca 1 mm která rozšiřuje vítr. Chromozómové číslo: n = 32.

## Rozmnožování, hybridizace
Rozšiřuje se především vegetativně, tvoří poměrně málo semen. K zemi přitisknuté větve snadno zakořeňují, z rostlinných řízků koření špatně. Dožívá se průměrně 30 let.
Na rozdíl od mnoha dalších vrb nevytváří mnoho hybridů, v ČR se jen velice vzácně vyskytuje kříženec vrby borůvkovité s vrbou ušatou pojmenovaný Salix × onusta.

## Ohrožení
V ČR i v ostatních středoevropských státech se neustále snižují počty lokalit, kde vrba borůvkovitá vyrůstá, a současně se zmenšují i množství tam rostoucích jedinců. V Česku prokazatelně roste pouze na dvou místech: v CHKO Železné hory a CHKO Slavkovský les, zcela nově možná také v Českém lese; na Slovensku se vyskytuje jen v jediné lokalitě na Horní Oravě. Malé skupinky jsou navíc hůře udržitelné, stačí jen jedna zvlášť nepříznivá skutečnost a celá populace uhyne.
Vrba borůvkovitá je v České republice zařazena v „Černém a červeném seznamu“ mezi druhy kriticky ohrožené a do stejné kategorie ji zařadila i vyhláška MŽP ČR.